# Leda in labod (Leonardo)
Zgodba o Ledi in labodu je bila predmet dveh kompozicij Leonarda da Vincija iz morda leta 1503–10. Nobena ni ohranjena kot Leonardova slika, vendar obstaja več risb zanje in kopije v olju, zlasti druge kompozicije, kjer Leda stoji.

## Prva različica
Leonardo je leta 1504 začel delati študije za sliko Lede, ki je z otroki sedela na tleh. Obstajajo tri Leonardove skice Lede:
- Leda in labod, lavirana risba s tušem in črno kredo na papirju, 160 x 139 mm. 1503–1507, zbirka Devonshire, Chatsworth (na sliki)
- Študija za klečečo Ledo, črna kreda, pero in črnilo na papirju, 126 x 109 cm. 1503–1507, Muzej Boijmans Van Beuningen, Rotterdam
- Študije o Ledi in konju, lavirana risba s tušem in črno kredo na papirju, 1503–1507, Kraljeva knjižnica, Windsor

Predlagano je bilo, da je Leonardovo skico za Ledo in laboda v Chatsworth (na sliki) morda navdihnila Laokoontova skupina, slavna vatikanska skulptura, odkrita leta 1506: podoben obrat ima telo osebe; krivulja labodjega vratu spominja na gibčno kačje telo v Laokoontovi roki; Zevsovo posilstvo izzove silovit napad kač in otrok ob Ledinem kolenu spominja na Laokoontovega sina na desni, ki ima prav tako prelom na zapestju. Popolna kopija Klečeče Lede z otroki avtorja Giampietrina se hrani v Museumslandschaft Hessen Kassel, Gemäldegalerie Alte Meister, Kassel (ok. 1515/20, olje na lesu, 128 x 106 cm.

## Celovita različica
Leta 1508 je Leonardo naslikal drugačno kompozicijo teme. Na sliki, imenovani Leda in labod, je bila prikazana gola stoječa Leda, ki je ljubkovala laboda, z dvema paroma dojenčkov dvojčkov in njihovimi ogromnimi zdrobljenimi jajčnimi lupinami. Izvirnik tega je izgubljen, verjetno namerno uničen, nazadnje pa ga je v francoski kraljevi  palači Fontainebleau leta 1625 opisal Cassiano dal Pozzo:
Stoječa figura Lede, skoraj povsem gola, z labodom ob sebi in dvema jajcema, iz katerih zdrobljenih lupin izhajajo štirje dojenčki. To delo, čeprav nekoliko suho v slogu, je izvrstno dodelano, zlasti v ženskih prsih; preostali deli pokrajine in rastlinskega sveta pa so prikazani z največjo skrbnostjo. Na žalost je slika v slabem stanju, ker je narejena na treh dolgih ploščah, ki so se razdelile in odlomile določeno količino barve.
Vendar je slika znana iz številnih kopij, med katerimi je verjetno najzgodnejša Spiridon Leda, morda s strani asistenta v studiu in zdaj v galeriji Uffizi  in tista v Wilton House v Angliji. Druge kopije po Leonardu so:
- Anonimni avtor, morda Fernando Yanez de la Almedina, Leda in labod. Olje na plošči, 131,1 x 76,2 cm. Muzej umetnosti Philadelphia, ZDA (prej v zbirki John G. Johnson, 1917)
- Giampietrino, Leda in labod iz zbirke markiza Hastingsa
- Giampietrino, Venera in Kupid, zasebna zbirka, Milano
- Venera in Kupid, 16. stoletje, olje na plošči, New Orleans Museum of Art, ZDA
- Leda in labod, 16. stoletje. Prej v antikvariatu v Lyonu. Originalna fotografija Georgesa Vermarda obstaja na Univerzi v Bologni

## Galerija

### Študije
- Študija za sliko Leda in labod, Leonardo, ok.1504
- Študija za sliko Leda in labod, Leonardo, ok. 1504
- Študija ženske glave in pričeske za sliko Leda in labod, Leonardo, ok. 1506

### Kopije
- Leda in labod, kopija pripisana Il Sodomi, ok. 1510–15. Tempera na les, Galleria Borghese, Rim.
- Leda in labod, kopija Cesare da Sesto, 1515–1520. Olje na platno, Wilton House, Anglija
- Spiridon Leda, kopija, verjetno Francesco Melzi, ok. 1515. Galerija Uffizi, Firence
- Leda in labod, 16. st., olje na plošči, Philadelphia Museum of Art, ZDA
- Venera in Kupid,  Giampietrino. Privatna zbirka, Milano
- Giampietrino. Leda in labod. Iz zbirke C. Gibbs, London.
- Alegorija Venere, Domenico Beccafumi (Domenico di Giacomo di Pace) ali Luca Cambiaso? New Orleans Museum of Art, ZDA